# 大嶽有一
大嶽有一（おおたけ ゆういち、1949年 - ）は日本の鉄彫刻家。名古屋造形芸術短期大学の彫塑科を卒業後、スイスに渡り銅版画を作成し始める。その後帰国し、鉄彫刻の制作活動で現在に至る。

## 略歴
- 1949年 - 岐阜県多治見市に生まれる[1]
- 1970年 - 名古屋造形芸術短期大学彫塑科卒業
- 1971年 - 同 彫塑専攻科在籍
- 1972年 - 渡欧。ジュネーヴ・スイスに居住。 陶芸家Claude. 彫刻家Henri PRESSET夫妻と出会う。
- 1975年 - R.MEYER銅版画工房 Puilly で銅版画の指導を受け制作を始める
- 1977年 - ジュネーヴ州立美術学校彫刻科、同専攻科、版画科を卒業。（1978年まで在学）
- 1978年 - 作家として銅版画制作に専念
- 1980年 - 帰国。多治見に於いて主に鉄彫刻の制作活動で現在に至る。
- 2019年 - 第10回円空賞受賞

## 個展
- 1970年 - 桜画廊／名古屋
- 1971年 - 桜画廊／名古屋
- 1972年 - 桜画廊／名古屋
- 1975年 - ギャルリ デ フィロゾフ／ジュネーヴ・スイス
- 1977年 - 『 Setsuko NAGASAWA et Yuichi OTAKE 』 展 クロニエルホール・アテネ美術館 ／ジュネーヴ・スイス
- 1978年 - ギャルリ プレクチュス／シェブル・スイス
- 1984年 - Dギャラリー／名古屋
- 1989年 - ギャラリー キャプション／岐阜
- 1991年 - ギャラリー キャプション／岐阜
- 1992年 - INAXギャラリー／東京 (『INAX ART NEWS No.121-大嶽有一展』1992 を参照)
- 1993年 - NCAF 名古屋コンテンポラリーアートフェア 桜画廊／名古屋市民ギャラリー
- 1994年 - ギャラリー キャプション／岐阜
- 1995年 - 新桜画廊／名古屋
- 1998年 - ギャラリー ハンド／多治見・岐阜
- 1999年 - ギャルリ ユマニテ／名古屋
- 2000年 - 半原版画館／瑞浪・岐阜
- 2001年 - ギャラリー F／美濃加茂・岐阜
- 2002年 - H.M.Sタナカギャラリー／名古屋
- 2003年 - 盛岡クリスタル画廊／岩手
- 2003年 - ギャルリももぐさ／多治見・岐阜
- 2008年 - H.M.Sタナカギャラリー／名古屋
- 2009年 - SHINYA Japanese Art & Design/京都
- 2011年 - SHINYA Japanese Art & Design/京都
- 2012年 - 美濃加茂市民ミュージアム/美濃加茂・岐阜
- 2013年 - SHINYA Japanese Art & Design/京都
- 2015年 - SHINYA Japanese Art & Design/京都
- 2016年 - MINGEI/Paris
- 2018年 - SHINYA Japanese Art & Design/京都
- 2022年 - SHINYA Japanese Art & Design/京都
- 2023年 ｰ Art Fair Tokyo 2023/東京
- 2024年 - Art & Science Aoyama/東京
- 2024年 - SHINYA Japanese Art & Design/京都

## 主なグループ展など
- 1975年 - リュブリアナ国際版画ビエンナーレ展／旧ユーゴスラヴィア
- 1976年 - ブリティッシュ国際版画ビエンナーレ展／ブラッドフォード・イギリス
- ヨーロッパ ミニアチュール版画展／ニュルンベルグ・ドイツ
- 第2回スイスビエンナーレ 『 イマージュ　ミルティプリエ 』 展／ジュネーヴ・スイス
- iba ( インターナショナルブックアート )　figura-2版画展／ライプツィヒ・ドイツ
- 1977年 - リュブリアナ国際版画ビエンナーレ展／旧ユーゴスラヴィア
- 1978年 - クラコヴィ国際版画ビエンナーレ展／ポーランド
- 第1回スイスデッサンクワドリエンナーレ 『 新しい世代 』 展／ジュネーヴ・スイス
- 1979年 - リュブリアナ国際版画ビエンナーレ展／旧ユーゴスラヴィア
- 1980年 - クラコヴィ国際版画ビエンナーレ展／ポーランド
- 1985年 - 岐阜現況展 『 戦後生まれの作家たち 』展　立体部門／岐阜県美術館
- 1986年 - 岐阜現況展 『 戦後生まれの作家たち 』展　平面部門／岐阜県美術館
- ドイツと日本の作家たち 『 今日の金属造型 』展 ／石川県立美術館.札幌彫刻美術館.山形美術館.神奈川県立美術館
- 1999年 - 『 景をめぐる五感のかたち 』展／名古屋市民ギャラリー／愛知
- 2005年 - 『 素材への思い　-力と可能性- 』展　美濃加茂市民ミュージアム／美濃加茂・岐阜

## パブリックコレクション
- ローザンヌ州立美術館／スイス
- ジュネーヴ　アリアナ美術館／スイス
- 岐阜県美術館[1]
- 岐阜市神田町通り／岐阜
- VRテクノプラザ／各務原・岐阜
- 美濃加茂市民ミュージアム／美濃加茂・岐阜

（『Yuichi OTAKE  Sculpture of Iron 1981-2000』より引用）

## 参照リンク
- Art & Science Aoyama

https://arts-science.com/events/yuichiotake24/
- SHINYA Japanese Art & Design

https://shinya-art.com/
- ギャルりももぐさ

https://momogusa.jp/temp/temp2003/temp0310ootake.html
- 第10回円空大賞

https://www.pref.gifu.lg.jp/uploaded/attachment/127512.pdf